# Іващенко Едуард Петрович
Едуард Петрович Іващенко (нар.1946) — радянський футболіст, що грав на позиції нападника. Відомий виступами за луцький футбольний клуб, який у різні часи існування мав назви «Волинь», «Торпедо» і СК «Луцьк», у складі якого був одним із кращих бомбардирів у класі Б та другій лізі (20 м'ячів у чемпіонатах СРСР і кубкових матчах — поділяє 11—15 місце серед усіх бомбардирів клубу) та одним із гвардійців клубу (близько 200 матчів за клуб у чемпіонатах СРСР та кубкових матчів), та клуб «Даугава» із Риги, в якому він грав протягом 3 років у другій групі класу «А».

## Клубна кар'єра
Едуард Іващенко є вихованцем ДЮСШ луцької «Волині». Виступи у командах майстрів молодий футболіст розпочав у 1964 році у луцькій «Волині», що виступала у тодішньому класі Б. Іващенко швидко завоював місце в основі команди, за два сезони зіграв 56 матчів у чемпіонаті. Проте вже в 1966 році молодий футболіст вирішив спробувати свої сили у команді другої групи класу «А» «Даугава» з Риги. Керівництво луцького клубу заборонило перехід, та навіть звернулося до Федерації футболу УРСР про дискваліфікацію гравця, проте на всесоюзному рівні керівництво латвійського клубу зуміло переконати Федерацію футболу СРСР скасувати дискваліфікацію, і футболіст протягом 3 років виступав у складі ризької команди, щоправда, не маючи статусу постійного гравця основи, зігравши за три сезони 65 матчів, та отримавши звання майстра спорту СРСР. У 1969 році футболіст повернувся до луцького клубу, який на той час змінив назву на «Торпедо». Наступні роки Іващенко був одним із лідерів нападу клубу, відзначившись 14 проведеними м'ячами у чемпіонаті СРСР. Продовжив виступи футболіст у Луцьку і після переведення луцького клубу в підпорядкування Збройним силам СРСР, та перейменування на СК «Луцьк». Завершив виступи на футбольних полях Едуард Іващенко по закінченні сезону 1973 року.